# 大谷雅夫
大谷 雅夫（おおたに まさお、1951年8月 - ）は、日本の日本文学研究者。京都大学名誉教授。

## 経歴
1951年、大阪府で生まれた。京都大学文学部国文科で学び、1974年卒業。同大学大学院に進学、1980年に博士課程満期退学。
1982年、大谷女子大学専任講師に就任。1984年に京都府立大学講師に転じ、1987年に助教授昇任。1992年、京都大学文学部助教授就任、2003年より文学研究科教授。2017年に京都大学を定年退任し、名誉教授の称号を授かる。

## 受賞・栄典
- 2009年：『歌と詩のあいだ』で角川源義賞を受賞。

## 研究内容・業績
万葉集・江戸漢詩・和漢比較文学を専門とする。

## 著作
著書
- 『歌と詩のあいだ：和漢比較文学論攷』岩波書店 2008
- 『万葉集に出会う』岩波新書 2021

校注・共著
- 『日本詩史、五山堂詩話』(新日本古典文学大系 65) 清水茂・揖斐高 共校注、岩波書店 1991
- 『萬葉集』(新日本古典文学大系)(全4巻・別巻索引) 佐竹昭広・山田英雄・工藤力男・山崎福之 共校注、岩波書店 1999-2004
  - 文庫化 『万葉集』(全5巻) 岩波文庫 2013-2014
  - 『原文 万葉集』(上下)岩波文庫 2015-2016
- 『漢詩文集』(新日本古典文学大系,明治編 2 )入谷仙介・山本芳明・揖斐高・宮崎修多・杉下元明 共校注、岩波書店 2004

記念論集
- 『國語國文：大谷雅夫教授退職記念特輯』京都大学文学部国語学国文学研究室編、臨川書店 2017